# Luxemburger Filmpreis 2003
Der 1. Luxemburger Filmpreis wurde erstmals am 10. Oktober 2003 in der Rotonde im Bonneweg im Rahmen einer Luxemburger Filmwoche verliehen, in der über 40 nationale Filmproduktionen gezeigt wurden. Die Preisverleihung wurde vom Zauberer und Illusionisten David Goldrake moderiert.
Die erste Ausgabe des Luxemburger Filmpreises und der Luxemburger Filmwoche wurden gemeinsam von staatlichen Institutionen (Filmfong, CNA und Media Desk Luxembourg) und den Berufsverbänden der Filmbranche (Union luxembourgeoise de la production audiovisuelle, Association des réalisateurs et scénaristes an Association des techniciens et acteurs du cinéma) organisiert.

## Jury und Auswahl
Mitglieder der Jury waren Josiane Peiffer (Präsidentin), Michel Cieutat, Tom Hensgen, Claude Neu, Théo Péporté, Romain Roll und Marc Scheffen. Die Jury ermittelte die Gewinner in den Kategorien „Bester luxemburgischer Film“, „Bester Kurzfilm“, „Beste Koproduktion“, „Bester künstlerischer Beitrag“ und „Bester technischer Beitrag“.
Die Jury wählte die Gewinner aus insgesamt 15 Kurzfilmen, 11 Spielfilmen, 14 Koproduktionen und 56 Künstlern und Technikern aus.
Der Gewinner in der Kategorie „Bester europäischer Film“ wurde von der luxemburgischen Kinokritik gekürt.
Die Organisatoren des Filmpreises hatten beschlossen, den Ehrenpreis an den im März verstorbenen Journalisten und Dokumentarfilmer Gordian Troeller und den Posterpreis an den Regisseur Daniel Wiroth zu vergeben.

## Preisträger
- Bester luxemburgischer Film: (ex aequo):
  - Ich wollte immer eine Heilige sein von Geneviève Mersch
  - L'homme au cigare von Andy Bausch.
- Beste Koproduktion: Ein Teil des Himmels von Bénédicte Liénard.
- Bester Kurzfilm: If Not Why Not von Daniel Wiroth.
- Bester künstlerischer Beitrag: Thierry van Werveke, Schauspieler (Le Club des Chômeurs).
- Bester technischer Beitrag: Thierry Faber, Monteur (u. a. für Les Luxembourgeois dans le Tour de France).
- Bester europäischer Film: Sprich mit ihr von Pedro Almodóvar.
- Prix du jeune espoir: Daniel Wiroth, Filmregisseur.
- Ehrenpreis: Gordian Troeller, Autor und Regisseur von Dokumentarfilmen (posthum).